# Herincasso
Een herincasso is een procedure die een gerechtsdeurwaarder of incassobureau kan starten om de vordering, die destijds niet geïnd kon worden, opnieuw te innen. Volgens de Nederlandse wet, verjaart de vordering na 5 jaar. De vordering blijft echter bestaan ook na verjaring, alleen de mogelijkheid om juridisch de tegenpartij te dwingen de vordering na te komen vervalt na verjaring. Uitzondering daarop is wanneer er sprake is van stuiting van de vordering. 
Een crediteur schrijft een vordering doorgaans af als oninbaar, omdat deze vordering volgens de gebruikelijke procedure niet kan worden geïncasseerd. Het kan inmiddels wel zo zijn dat de financiële positie van een debiteur in de loop der tijd verbeterd is. Ook door de financiële crisis in 2009 zijn crediteuren op zoek naar extra inkomsten. Omdat in 2008 de informatiebevoegdheden van gerechtsdeurwaarders en incassobureaus zijn uitgebreid, is het sindsdien vaker mogelijk om eerder niet inbare vorderingen opnieuw te laten incasseren. Dit kan soms op basis van no-cure-no-payconstructie. Ook kan de crediteur een incassoportefeuille verkopen, vaak is dit aan financieringsmaatschappijen die vervolgens de inning uitbesteden aan een incassobureau. Het risico ligt dan ook hoofdzakelijk bij de financieringsmaatschappij.